# Kepler-1647b
Kepler-1647b (a veces llamado Kepler-1647 (AB)-b para distinguirlo del componente secundario) es un exoplaneta circumbinario que orbita la estrella Kepler-1647, a 3,700 años luz (1,100 pársecs) de la Tierra, en la constelación de Cygnus. Fue anunciado el 13 de junio de 2016 en San Diego, en una reunión de la American Astronomical Society. Se detectó usando el método de tránsito, cuando causó el oscurecimiento de la estrella principal, y luego cuando la estrella secundaria se "mezclaba" con el eclipse de la otra. El primer tránsito del planeta se identificó en 2012, pero en ese momento el evento aislado no fue suficiente para descartar la contaminación, o confirmarlo como un planeta. Fue descubierto por el análisis de la curva de luz de Kepler, que mostró el planeta en tránsito.

## Características

### Masa y órbita
El exoplaneta es un gigante gaseoso, de tamaño similar a Júpiter, y tiene un período orbital de 1107 días. Este es el período de tránsito más largo de cualquier exoplaneta confirmado en tránsito descubierto por Kepler. También es el planeta circumbinario descubierto por Kepler más grande conocido. Es 483 ± 206 veces más masivo que la Tierra, y 1.52 ± 0.65 veces la masa de Júpiter.

### Estrellas anfitrionas
El sistema estelar, Kepler-1647 (también conocido como 2MASS J19523602+4039222, KOI-2939 y KIC 5473556), es una estrella binaria que consiste en la principal (Kepler-1647 A), que tiene una masa de 1,22 M☉, un radio de 1.79 R☉, y una temperatura superficial de 6210 ± 100 K; y la secundaria (Kepler-1647 B) que, por otro lado, tiene una masa de 0.975 M☉, un radio de 1.79 R☉, y una temperatura superficial de 5770 K. En comparación, el Sol tiene una temperatura superficial de 5778 K. Se estima que la edad del sistema binario es de alrededor de 4,400 millones de años, unos 200 millones de años más joven que el Sol.

## Habitabilidad
Kepler-1647b se encuentra en la zona habitable del sistema estelar. Como el planeta es un gigante gaseoso, es poco probable que albergue vida. Sin embargo, hipotéticas lunas grandes podrían ser aptas para la vida. Sin embargo, las lunas grandes usualmente no se crean durante la acreción cerca de un gigante gaseoso. Es probable que esas lunas tengan que ser capturadas por separado como, por ejemplo, un protoplaneta atrapado en órbita debido al campo gravitacional del planeta gigante.